# 皇桐镇
皇桐镇是中华人民共和国海南省临高县下辖的一个镇。

## 行政区划
皇桐镇下辖以下村级行政区划单位：
皇桐社区、龙波社区、洋黄村、头文村、中林村、龙波村、和正村、群城村、潭楼村、文贤村、和伍村、金波村、古风村、美香村、武维村、富雄村、居仁村和美本村。